# 聖セシリアの日のための頌歌 (ヘンデル)
『聖セシリアの日のための頌歌』（せいせしりあのひのためのしょうか、Ode for St. Cecilia's Day）HWV 76は、ゲオルク・フリードリヒ・ヘンデルが1739年に作曲した頌歌。音楽の守護聖人であり、オルガンの発明者ともされる聖セシリアの日を祝うための作品であり、音楽のもたらす力について歌われる。

## 概要
テクストはジョン・ドライデンが1687年に書いた『聖セシリアの日のための歌』にもとづく。同じドライデンの詩をもとにした頌歌がヘンリー・パーセルによって1692年に作曲されている。
ヘンデルがセシリアの日のために作曲した作品にはほかに『アレクサンダーの饗宴』があるが（やはりドライデンにもとづく）、『聖セシリアの日のための頌歌』はより小規模で、特定の筋を持たない。
1739年の9月15日から24日にかけて作曲され、同年の聖セシリアの日（11月22日）にリンカーンズ・イン・フィールズ劇場で『アレクサンダーの饗宴』からの抜粋とともに演奏された。しかし、10月にジェンキンスの耳の戦争が勃発して騒然としており、またロンドンに大寒波が襲ったために成功しなかった。
ヘンデルはゴットリープ・ムッファトの曲集『Componimenti Musicali』から多数の楽想の借用を行っている。
ヴォルフガング・アマデウス・モーツァルトはヴァン・スヴィーテン男爵の演奏会用に、『アレクサンダーの饗宴』とともにこの曲を1790年に改編している。

## 構成
1. 序曲（フランス風序曲とメヌエット）
2. レチタティーヴォ（テノール）From harmony, from heav'nly harmony
3. 合唱 From harmony, from heav'nly harmony
4. アリア（ソプラノ）What passion cannot music raise and quell
5. アリア（テノール）と合唱 The trumpet's loud clangor
6. 行進曲
7. アリア（ソプラノ）The soft complaining flute
8. アリア（テノール）Sharp violins proclaim
9. アリア（ソプラノ）But oh, what art can teach
10. アリア（ソプラノ）Orpheus could lead the savage race
11. レチタティーヴォ（ソプラノ）But bright Cecilia raised the wonder high'r
12. ソプラノ独唱と合唱 As from the pow'r of sacred lays

演奏時間は約50分。
最初の変化に富むテノールのレチタティーヴォと合唱で季節をめぐらせ人の生死をも司る天上の音楽について歌う。
ソプラノのアリアは独奏チェロのオブリガートとともに、音楽があらゆる感情をもたらすことができることを歌う。次のテノールのアリアと合唱ではトランペットとティンパニが伴奏に現れ、戦いについて歌われる。ついでフルートとリュートの伴奏によるソプラノのアリアが悲恋を歌い、ヴァイオリンの伴奏によるテノールのアリアが苦しみや怒りについて歌う。これらのアリアでは歌詞そのものに多数の楽器名が読みこまれており、それが音楽に直接反映している。
オルガンに導かれた次のソプラノのアリアは人間の声が聖なるオルガンにかなわないことを歌う。ソプラノによる次のアリアとレチタティーヴォはオルフェウスの竪琴よりもセシリアのオルガンの方が優れていることを歌う。
最終曲はソプラノ（伴奏なし）が1句歌うたびに同じ旋律を合唱（トランペットを含む管弦楽つき）が繰りかえす形式で、天上の歌の力について再び歌われる。最後はにぎやかに対位法的な合唱で曲を終える。